# Julius Fučík
Julius Arnost Vilém Fučík (Praag, 18 juli 1872 - Berlijn, 25 september 1916) was een Tsjechische componist en dirigent.

## Levensloop
In Praag studeerde hij aan het Praags Conservatorium fagot, viool en slagwerk en kreeg nadat hij afgestudeerd was verder compositielessen bij Antonín Dvořák.
In 1891 ging hij bij het Oostenrijks-Hongaarse infanterie-regiment 49 in Krems an der Donau in militaire dienst. Tot 1894 speelde hij onder de dirigent Joseph Franz Wagner. In 1895 kwam hij naar Praag terug en werd tweede fagottist aan het Deutsches Theater in Praag. In 1896 werd hij chef-dirigent van het Prager Stadtorchester en van het Danica-koor te Sisak in Kroatië. In 1897 werd hij militaire kapelmeester bij infanterie-regiment 86 in Sarajevo, Bosnië. Verdere steden in zijn loopbaan waren Boedapest en Theresienstadt.
Na zijn huwelijk ging hij in 1913 naar Berlijn, waar hij een muziekuitgeverij stichtte en voornamelijk compositorisch te werk ging.
Met zijn orkesten heeft hij in Praag en Berlijn openbare concerten gegeven waar meer dan 10 000 luisteraars te gast waren.
Fučik schreef meer dan 400 composities, waaronder een mis en een Requiem.

## Composities

### Werken voor orkest
- 1898 Terpsichore, polka français voor strijkorkest, op. 37
- 1899 Polonaise, voor viool en strijkorkest (of: piano), op. 20a
- 1899 Sirenentanz, karakterstuk voor piano en strijkorkest, op. 42
- 1899 Sommenachtszauber, Illusie voor strijkorkest, op. 52a
- 1900 Plauderstündchen, polka français voor strijkorkest, op. 73
- 1901 Orpheum Kinematograph, selectie voor strijkorkest, op. 89
- 1902 Ungarn in Lied und Tanz, selectie voor piano en strijkorkest, op. 119
- 1902 Tanz der Millionen, wals voor piano en strijkorkest, op. 121
- 1902 The Mississippi River, mars voor strijkorkest, op. 161
- 1902 Sommermärchen, romance voor piano en strijkorkest, op. 175
- 1903 Um Mitternacht, humoristische mars, op. 93
- 1904 Weidmann's Heil, jagersmars, op. 127
- 1907 Život, symfonische suite
- 1907 Ein Abend bei Maxim, grote selectie, op. 199
- 1909 Umzug der Priester, voor strijkorkest, op. 141
- 1909 Ungarischer Liedermarsch, mars voor piano en strijkorkest, op. 165
- 1909 Stimmungsbilder, cyclus voor strijkorkest, op, 217
  1. Die Glocken von Prag
  2. Die Spieldose
  3. Maientanz
  4. Irrlichter
  5. Serenade melancolique
  6. Waldesstille
  7. Weihnachtsmette
- 1913 Tapajoz, Tango argentino voor piano en strijkorkest, op. 272
- 1915 Zonder titel, voor viool en strijkorkest, op. 323
- Ballerinas, wals, op. 226
- Berceuse
- Zbožnost (Dévotion), op. 291
- In der Czarda, Hongaarse fantasie, op. 117
- Miramare, concertouverture, op. 247[1]
- Pesti gyerekek, selectie voor orkest, op. 179 (uitsluitend schetsen)
- Poem elegique
- Zonder titel, voor strijkorkest, op. 275

### Werken voor harmonieorkest
- 1894 Serenade pitoresque, serenade voor harmonieorkest, op. 19
- 1894 Traumideale (Sny Idealu), wals, opus 69
- 1897 Hortstein, mars, opus 30
- 1898 Per aspera ad astra, mars, opus 45
- 1898 Österreichs Ruhm und Ehre, Suite met vier symfonische gedichten, op. 59
  1. Rudolf von Habsburg und seine Krönung
  2. Maria Theresia
  3. Die Schlacht bei Custozza
  4. Jubiläum Seiner Majestät Kaiser Franz Joseph I
- 1898 Il Soldato, opus 92
- 1898 Pro Patria, mars, op. 94
- 1898 Salve Imperator, opus 224
- 1899 Serenade Sarajewo, opus 53
- 1899 Bosanská Zora, mars, opus 55
- 1899 Sarajewo - Bosniaken, mars op. 66
- 1899 Vjezd gladiátorů - Intocht der gladiatoren, op. 68[2][3]
- 1900 Triglav, opus 72 - Sloweense mars
- 1901 Ungarischer Marsch, op. 81
- 1901 Pod admiralskou vlajkou - Unter der Admiralsflagge, mars opus 82
- 1901 Um Mitternacht, mars op. 93
- 1901 Magyar Indulo, opus 97
- 1902 Unter-Ueberbrettl-Lieder-Marsch, op. 100
- 1920 Waidmann" s Heil, jagersmars voor piano en harmonieorkest, op. 127
- 1902 The Mississippi River, Amerikaanse mars, op. 160
- 1903 Vive l' Empeurer, opus 123 (dubbelde opusnummer - zie ook Es lebe der Kaiser)
- 1903 Vom Donauufer (Od břehu Dunaje), wals, op. 135
- 1904 Waidmannsheil-Marsch, op. 127
- 1904 Stále vpřed - Sempre avanti, opus 149
- 1904 Broddenritt (Erinnerung an Bosnien), opus 254
- 1905 Die Regimentskinder, opus 169[4]
- 1906 Rázně vpřed (Schneidig vor!), mars, op. 79
- 1906 Winterstürme, wals, op. 184[5]
- 1907 Soldatenblut, mars op. 202
- 1907 Unvergessliche Stunden, concertwals op. 212

- 1907 Florentinský pochod - Florentiner Marsch, opus 214[6]
- 1907 Život, symfonische suite
- 1908 Hercegovac, mars, opus 235
- 1910 Starý bručoun (Der alte Brummbär), voor fagot en harmonieorkest, op. 210[7]
- 1910 Auf der Lagune, Venetiaanse serenade voor eufonium en harmonieorkest, op. 221
- 1910 Onkel Teddy, mars opus 239
- 1910 Furchtlos und Treu, mars, opus 240[8]
- 1912 Souvenier medidation, wals voor piano en harmonieorkest (soms met onjuiste opusbetekening (op.252))
- 1913 Leitmeritzer Schützenmarsch, opus 261 (identiek met: Österreich-ungarische-Soldatenklänge)
- 1913 Einzug der olympischen Meisterringer, triomfmars, opus 274
- 1914 Triumphale, fantasie op. 250
- 1914 Traumland, wals op. 270
- 1914 Fanfarenklänge, mars, opus 277
- 1914 Königsgrenadier, mars, opus 278
- 1914 Sieges Trophäen, mars opus 297
- 1915 Pax vobis, treurmars, opus 281
- 1915 Erinnerungen an Triënt, mars, opus 287
- 1915 Unsere Helden, mars op. 289
- 1915 Gigantisch, opus 311
- Amorettenreigen, opus 145, wals-intermezzo
- Attila, Hongaarse mars, op. 211
- Aus der Liederstadt, mars
- Ballett Ouvertüre, opus 319
- Baletky (Ballettratten), concertwals, op. 225[9]
- Concertino voor fagot, opus 131
- Danubia, mars, opus 229
- Vítězný meč (Das Siegesschwert), mars, op. 260
- Der Hofintendant, ouverture
- Der letzte Gruß, dramatische mars
- Die Alpenrose, serenade voor flügelhoorn en harmonieorkest
- Die lustige Dorfschmiede, mars, op. 218
- Donauufer, wals, op. 137
- Ehestreitigkeiten, intermezzo voor piccolo, klarinet en harmonieorkest

- Eismazur
- Elbtalgruß
- Erinnerung an Trient
- Fest und Treu, mars, op. 177
- Feuilleton, opus 71
- Frühlingsbotschaft
- Gotteskämpfer, symfonische feestmars
- Heurigenbrüder, mars
- Husarenvedette
- Kamiscza, mars
- Kinizsi Concert Marsch, Hongaarse mars, op. 80
- Konzertni polka pro 2 kridlovky - Concert polka voor 2 Bugels, op. 74
- Lebensmärchen, mars
- Marche Fantastique
- Marinarella, Ouvertüre, opus 215[10]
- Miramare, concertouverture, op. 247
- Mit Sang und Klang, mars, op. 172
- Nach echter Weana Manier, mars, op. 201
- Noahs Arche
  1. Die Botschaft
  2. Parade der Tiere
  3. Der Sturm
  4. Lied der Hoffnung
- Donausagen, wals, opus 233
- Österreich-ungarische-Soldatenklänge, mars
- Poslední pozdrav, dramatische mars, opus 150
- Pozdni Kvet, mars, opus 9
- Requiem, voor harmonieorkest, op. 283
- St. Hubertus Ouvertüre, opus 250
- Stogon braci, op. 104
- Unter-Überbrettlmarsch
- Vítězný meč - Siegesschwert
- Vzletem sokola, galop
- Zonder titel - gavotte naar motieven van Gustav Schmidt

### Werken voor koren
- 1896 Trauerchor in Es, voor gemengd koor, op. 64
- 1896 Pet casa, voor mannenkoor, op. 101
- 1896 Sjecas li se jos, voor mannenkoor, op. 102
- 1896 Zora svice, voor gemengd koor, op. 105
- 1901 Serbisches Lied, voor gemengd koor, op. 99
- 1904 Studentenlieder, selectie voor gemengd koor, op. 138

### Vocale muziek
- 1891 Träume des Lebens - "Dem Andenken meines Lehrers Dvořák gewidmet", twee liederen voor zangstem en piano, op. 2
  1. "Ich glaubte"
  2. "Tausend klangen durch den Frühling Laute"
- 1893 Wiegenlied, lied voor zangstem an piano, op. 8
- 1895 Serenade, lied voor bas en piano, op. 9
- 1895 Österreich mein Vaterland, marslied voor zangstem en piano, op. 38
- 1896 Wenn in finsteren Zeiten die Tschechische Nation, lied voor bariton en piano, op. 3
- 1896 Stille Liebe, walslied voor bas en piano, op. 4
- 1896 Verheiratet mich, Mütterchen, lied voor zangstem en piano, op. 48
- 1897 Trost, lied voor zangstem en piano, op. 62
- 1898 Solange du einen Vater hast, lied voor zangstem en piano, op. 12
- 1898 Wenn ich dein kindlich Lachen höre, lied voor zangstem en piano, op.76 - tekst: Emmanuel Geibel
- 1901 Vorbei, lied voor zangstem en piano, op. 183a
- 1903 Winterlied, lied voor zangstem en piano, op. 128
- 1905 Scham, lied voor zangstem en piano, op. 168
- 1907 Vergebt, daß alle mein Lieder klagen, lied voor zangstem en piano, op. 188
- 1907 Wir altern Kamerad, lied voor zangstem en piano, op. 192
- 1907 Vor deinem Bild, Mutter Gottes, lied voor zangstem, viool en orgel, op. 206
- 1908 Wenn die Geige verstummt, lied voor zangstem en piano, op. 220 - tekst: Eugen Matray
- Zum weißen Rössel, lied voor zangstem en piano, op. 134

### Werken voor kamermuziek
- 1890 Ouvertüre I, voor 2 violen, cello en piano, op. 13
- 1890 Ouvertüre II, voor 2 violen, cello en piano, op. 14
- 1891 Thema und Variationen, concert voor strijkkwartet, op. 35
- 1895 Rondo in B Dur, voor twee klarinetten en fagot, op. 17
- 1895 Perpetuum mobile, voor twee klarinetten en fagot, op. 28
- 1899 Selige Jugendzeit, voor strijkkwartet, op. 21a
- 1899 Scherzo Concertante, trio voor twee klarinetten en fagot, op. 24a
- 1899 Scherzo in c-Moll, voor twee klarinetten en fagot, op. 25
- 1899 Rondo in B-Dur, voor twee klarinetten en fagot, op. 26
- 1899 Symphonia Scandaleuse, voor twee klarinetten en fagot, op. 29
- 1899 Todesahnen, adagio voor strijkkwartet, op. 52b
- 1899 Zonder titel, trio voor viool, cello en harp, op. 115
- 1899 Wiegenlied, voor viool en piano, op. 213
- 1902 Rondo für Violine, voor viool en piano, op. 98
- 1904 Puszta Szenen, voor viool en piano, op. 144
- 1907 Serenade, voor strijkkwartet, op. 173 (ook in een versie voor 4 flügelhoorns (bugels))
- 1910 Zonder titel, concert voor viool en piano, op. 108
- 1915 Zonder titel, voor viool en piano, op. 316
- 1915 Zonder titel, voor viool en piano, op. 317
- 1915 Zonder titel, voor viool en piano, op. 318
- Die Gardinenpredigt, op. 268 - Burlesque voor klarinet, fagot en piano
- Serenade in B-Dur, op. 19 voor twee klarinetten en fagot

### Werken voor piano
- 1897 Scherzo in g-klein, op. 50
- 1898 Ouvertüre, op. 88
- 1899 Paraphrase über das russische Zigeunerlied "Sei nicht böse", op. 124
- 1900 Selige Stunden, wals-intermezzo, op. 122
- 1901 Um Mitternacht, mars op. 93
- 1901 Zonder titel, op. 159
- 1902 Spanischer Bolero, bolero op. 111
- 1903 Ouvertüre, op. 130
- 1904 Vorspiel in g-klein, op. 146
- 1905 Wiener Drahrer, mars op. 231
- 1907 Weder Gewinn, noch Ruhm, mars op. 204
- 1909 Sehnsuchtstränen, wals op. 234
- 1910 Onkel Tom, mars op. 239 (identiek met Onkel Teddy, mars op. 239)
- 1911 Valse boston, wals op. 147
- 1912 Zonder titel, polka op. 185
- 1914 Zonder titel, op. 267
- 1914 Zonder titel, op. 269
- 1914 Sturmvogel, mars op. 271
- 1914 Wunder Blumen, wals op. 309
- 1915 Zonder titel, op. 294
- 1915 Sancho Pancho, mars op. 308
- Ouvertüre, voor piano, op. 133
- Sportsteiger, mars op. 295
- Taifun, galop op. 110 (onvoltooid)
- The world of the exhibition scanned for piano, op. 216
  1. Morning twilight;
  2. In front of the exhibition gates
  3. Fanfares
  4. Czech cottage
  5. The battle of Lipany panorama
  6. In the palace of industry
  7. In the degusting chambres
  8. Clinking anvil
  9. In the concert hall
  10. In the Japanese tearoom
  11. Cinematograph
  12. Palais des Illusions
  13. A journey to the Moon
  14. Bell sounds from the village church
  15. Trottoir roulant
  16. On the chute
  17. In the Abyssinian village
  18. A siren
  19. Night peace
  20. The moonlight
  21. Finale
- Todesring, mars
- Von den Bergen, schottischer op. 95